# Bragaçargues
Bragaçargues (en francès Bragassargues) és un municipi francès situat al departament del Gard i a la regió d'Occitània.